# 曲升毛茛
曲升毛茛（学名：Ranunculus longicaulis var. geniculatus）为毛茛科毛茛属下的一个变种。

## 扩展阅读
- 維基物種上的相關：曲升毛茛